# Gigantiops destructor

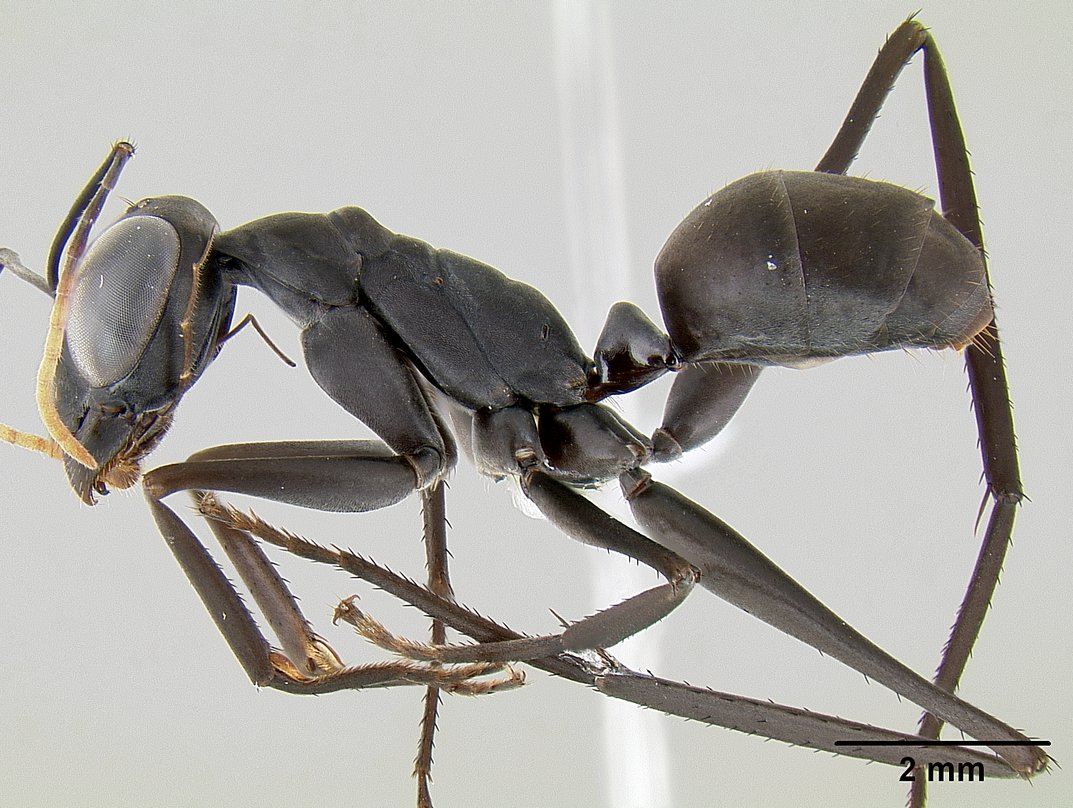
Gigantiops destructor

Gigantiops destructor  (лат.) — вид крупноглазых муравьёв, единственный в составе рода  Gigantiops из подсемейства Формицины (Formicidae).

## Распространение
Неотропика.

## Описание
Среднего размера муравьи (длина около 1 см), гнездящиеся в почве (иногда в междоузлиях Cecropia, упавших на землю). Отличаются очень крупными глазами, занимающими большую часть головы, а также тем что могут прыгать. Моногинные и полидомные колонии во Французской Гвиане имеют плотность в тропических лесах до 300 гнёзд на гектар. Размер семей достигает нескольких сотен муравьёв. Фуражировочная активность дневная с пиком активности между 9:30 и 11:30. Одиночные фуражировщики собирают внецветковый нектар и мелких членистоногих, которых они высматривают визуально и бросаются к жертве прыжками. Мобилизацию соплеменников из своего гнезда на источник корма не производят. Уходят на 20 м от гнезда (в том числе, по деревьям) без использования каких-либо химикатов (феромонов).
Имеют самый большой среди подсемейства формицины диплоидный хромосомный набор, который равен 2n=78, большинство из них телоцентрические.
Gigantiops это один из 4 родов муравьёв, способных к прыжкам с помощью ног (наряду с Harpegnathos, Myrmecia и Odontomachus).
В каждом фасеточном глазу около 3000 омматидиев (у обычных муравьёв их на порядок меньше,
например, у Myrmica — около 100 фасеток).

## Систематика
Единственный вид рода Gigantiops Roger, 1863. Относится к трибе Gigantiopini Ashmead, 1905. Первоначально вид был описан под названием Formica destructor. Своими огромными глазами напоминает муравьёв родов Santschiella и Myrmoteras.